# Chevêche de Makira
Athene roseoaxillaris
Espèce
Statut de conservation UICN

 VU C2a(ii) : Vulnérable
Statut CITES
La Chevêche de Makira (Athene roseoaxillaris) est une espèce d'oiseaux de la famille des Strigidae.

## Répartition
Cette espèce est endémique de l'Île San Cristóbal (Îles Salomon).

## Systématique
Le nom valide complet (avec auteur) de ce taxon est Athene roseoaxillaris  (Hartert, EJO, 1929).
La Chevêche de Makira a été initialement décrite sous le protonyme Spiloglaux roseoaxillaris par Ernst Hartert en 1929. Elle a ensuite été considérée comme une sous-espèce de la Chevêche de Jacquinot (Athene jacquinoti).
Le 10 juillet 2021, lors de la mise à jour 11.2 de sa classification de référence, l'Union internationale des ornithologues a décidé d'en faire une espèce à part entière.